# كيتسينغن
كيتسينغن (بالألمانية: Kitzingen) هي بلدة ألمانية و بلدة كبيرة ‏ تقع في ألمانيا في بافاريا.

## المدن التوأمة
مدن Prades، مونتيفاركي و تشيبنيستا ‏ هي مدن توأمة لـكيتسينغن.

## أعلام
- جوزيف مولر
- فريدريك فون شبيغل
- هارون أليكساندر
- هاينريش كلينشروث
- باول إيبر